# Пам’ятний знак на честь 10-річчя Південного ГЗК
Пам'ятний знак на честь 10-річчя Південного ГЗК знаходиться по вул. Ярославській в Інгулецькому районі м. Кривий Ріг, біля розвилки доріг на «Південний ГЗК» та «Новокриворізький ГЗК».

## Передісторія
Пам'ятка пов'язана з будівництвом першого на Криворіжжі гірничо-збагачувального комбінату. Восени 1952 року було закладено Південний ГЗК. У його будівництві брали участь 34 заводи. Проектна потужність 9,4 млн. т. сирої руди, 4,6 млн. т. концентрату з вмістом заліза 60%, 5,6 т. агломерату.  У липні 1955 р. відбувся пуск першої черги, у грудні 1960 р. – другої черги. Розробляє Скелеватське родовище залізистих кварцитів. У 1962 р. найбільше на той час в СРСР та в Європі підприємство з розробки бідних залізних руд відзначило своє десятиріччя з дня заснування, встановив пам’ятний знак у вигляді брили залізного роговика. 
Автори проекту – інженери комбінату.
Рішенням Дніпропетровського облвиконкому від 08.08.1970 р. № 618 пам’ятка взята на державний облік з охоронним номером 1724.

## Пам'ятка

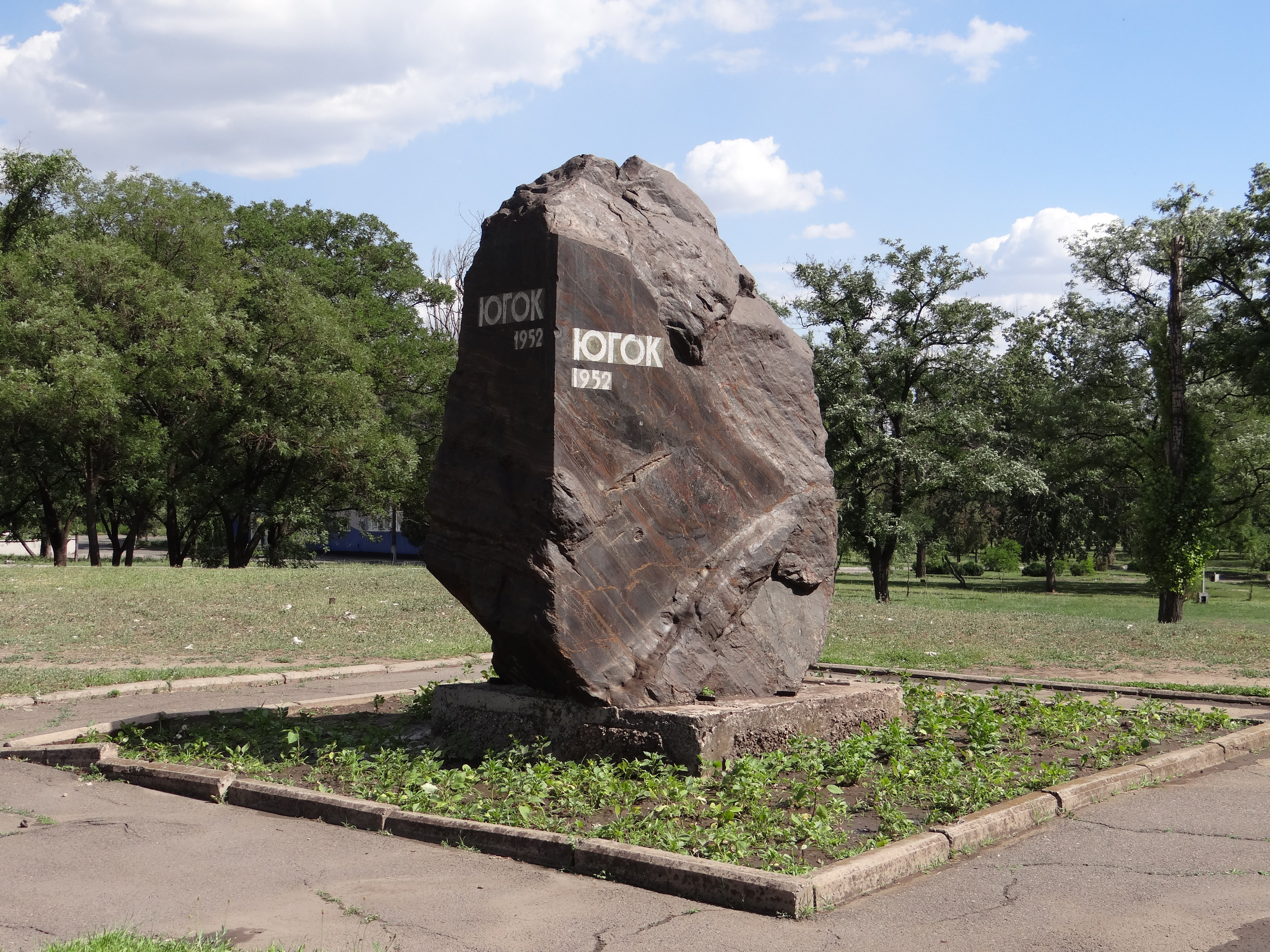
Пам’ятний знак на честь 10-ти річчя Південного ГЗК

Пам'ятний знак у вигляді брили залізного роговику розмірами 2,50х2,0 м висотою 2,5 м. Дві грані зрізані під прямим кутом, частково відполіровані. Також рівно зрізана нижня частина брили, що спирається на постамент. У верхній частині на обох полірованих гранях викарбувано і зафарбовано біли кольором написи російською мовою у два рядки: «ЮГОК / 1952». Постамент представляє собою бетонну плита, розмірами 2,0х2,0 м, висотою 0,35 м, оштукатурену цементом. Пам’ятний знак встановлено посеред газону з квітами, навколо якого розташовується майданчик квадратної в плані форми, огороджений тротуарним бордюром.